# Нерсинген
Нерсинген (њем. Nersingen) општина је у њемачкој савезној држави Баварска. Једно је од 17 општинских средишта округа Ној-Улм. Према процјени из 2010. у општини је живјело 9.239 становника. Посједује регионалну шифру (AGS) 9775134.

## Географски и демографски подаци
Нерсинген се налази у савезној држави Баварска у округу Ној-Улм. Општина се налази на надморској висини од 465 метара. Површина општине износи 24,3 km². У самом мјесту је, према процјени из 2010. године, живјело 9.239 становника. Просјечна густина становништва износи 381 становника/km².